# Sheva Tehoval
Sheva Tehoval (* März 1991 in Brüssel) ist eine belgische Opern-, Konzert- und Liedsängerin in der Stimmlage Sopran.

## Leben

### Ausbildung und erste Engagements
Im Alter von sechs Jahren trat Sheva Tehoval in den Kinderchor des Brüsseler Opernhauses La Monnaie ein und wirkte in diesem Rahmen an mehreren Opernproduktionen mit. Mit 14 Jahren begann sie ihre Gesangsausbildung in der Klasse von Eunice Arias in Brüssel. Nach ihrem Abitur studierte sie in Köln an der Hochschule für Musik und Tanz bei Christoph Prégardien und schloss 2015 ihren Bachelor of Music mit Auszeichnung ab. Im Jahr darauf folgte ihr Master mit der Auszeichnung „first class honour“ bei Mary Nelson an der Londoner Royal Academy of Music.
Schon während ihres Studiums trat Sheva Tehoval international als Solistin mit Orchester, im Liedduo mit Klavier, im Gesangsensemble und im Ensemble für Neue Musik auf. Sie wurde Stipendiatin der Stiftung Live Music Now (2013) und des Deutschen Musikwettbewerbs (2016). Im Dezember 2016 sang sie am Brüsseler Opernhaus La Monnaie in Rimski-Korsakows Oper Der Goldene Hahn die Stimme der von einer Tänzerin dargestellten Titelgestalt. Die Sopranpartie der Klara in Beethovens Musik zu Goethes Trauerspiel Egmont sang sie im September 2017 in La Seine musicale bei Boulogne-Billancourt.

### Rollendebüts (Auswahl)
| Debüt in | Rolle                                                          |                                               |
| -------- | -------------------------------------------------------------- | --------------------------------------------- |
| 2018-01  | Prinzessin Elsbeth (Fantasio)                                  | Opéra de Rouen, Opéra National de Montpellier |
| 2019-03  | Simons Schwester (Push)                                        | Brüsseler Opernhaus La Monnaie/De Munt        |
| 2019-04  | Erste Dame (Die Zauberflöte)                                   | Opéra de Lille                                |
| 2019-12  | Rosina (Il barbiere di Siviglia)                               | Nouvel Opéra Fribourg                         |
| 2021-02  | Princesse Fantasia (Jacques Offenbach: Le voyage dans la lune) | Oper Nizza und andere Häuser in Frankreich    |

## Preise und Auszeichnungen
- 2. Preis beim „Concours Dexia Classics“ in Brüssel (2009)
- 1. Preis und Publikumspreis beim „Concours Prix Jacques Dôme“ in Verviers (2014)
- 2. Preis beim „Karlsruher Wettbewerb für die Interpretation zeitgenössischer Musik“ (2014)
- Preisträgerin des „International Queen Elisabeth Competition“ in Brüssel (2014)[12]
- 1. Preis in der Kategorie Oper, 1. Preis in der Kategorie „Mélodie française“, „Prix jeune espoir“ und Publikumspreis beim internationalen Wettbewerb in Marmande (2014)
- Emmerich Smola Förderpreis der Stadt Landau (2017)[13]
- Luitpoldpreis des Kissinger Sommer (2018)[14]

## Diskografie
- Nikolai Rimsky-Korssakoff: Der goldene Hahn. Mit Sheva Tehoval als goldener Hahn (Sängerin). Eine Produktion des Brüsseler Opernhauses La Monnaie von 2016; Regie: Laurent Pelly, Musikalische Leitung, Alain Altinoglu. DVD/Blu-Ray erschienen bei BelAir, 2018.
- Lieder mit und ohne Worte von Richard Strauss und Max Reger mit Georg Michael Grau, Klavier. CD erschienen bei TYXart, 2020.
- Premices: Lieder von Claude Debussy, Wolfgang Rihm, Richard Strauss und Arnold Schönberg mit Daniel Heide, Klavier. CD erschienen bei CAvi, 2021.